# Бельсуэ, Альберто
Альберто Бельсуэ Ариас (исп. Alberto Belsué Arias; род. 2 марта 1968, Бьескас, Арагон) — испанский футболист, игравший на позиции правого защитника.

## Клубная карьера
Профессиональную карьеру начинал в клубе «Эндеса Андорра». В 1988 году перешёл в «Реал Сарагоса», где провёл за команду в общей сумме больше 300 матчей и помог клубу стать обладателем национального кубка и Кубка обладателей кубков.
После выступал за «Депортиво Алавес» и «Нумансию», где в обоих случаях помогал команде от вылета из высшего дивизиона. Карьеру завершил, выступая за греческий «Ираклис».

## Карьера за сборную
Дебют за национальную сборную Испании состоялся 16 ноября 1994 года в матче квалификации на Чемпионат Европы 1996 против сборной Дании (3ː0). Был включен в состав сборной на Чемпионат Европы 1996 в Англии, где принял участие в двух матчах (Болгария в групповой стадии и Англия в четвертьфинале). Всего Бельсуэ за сборную принял участие в 17 матчах.

## Достижения

### Клубные
- Обладатель Кубка Испании: 1993/94
- Обладатель Кубка обладателей кубков: 1994/95